# Рождественская улица (Нижний Новгород)
Рожде́ственская у́лица (с 1923 по 1940 — Кооперати́вная у́лица; с 1940 по 2001 — у́лица Маяко́вского) — улица в Нижегородском районе Нижнего Новгорода. Соединяет площадь Народного Единства перед Кремлём с площадью перед Благовещенским монастырём. Именование получила от исчезнувшей Старой Рождественской улицы, названной по имени утраченной старинной Рождественской церкви на Бечеве, известной с 1520 года.
Возникновение улицы связано с основанием в XIII веке Нижегородского торга у пристаней в устье речки Почайны. Возникшее вокруг торга поселение уже в XVII веке именовалось Нижним посадом, и считается одним из первых заселённых районов Нижнего Новгорода, наряду с Нижегородским кремлём. Современная линия улицы была проложена в конце XVIII — начале XIX века.
В первой половине XIX века Рождественская улица фактически стала продолжением Нижегородской ярмарки и с этого времени застраивалась каменными домами в стиле русского классицизма. К середине века была застроена усадьбами, магазинами, гостиницами и торговыми конторами. Во второй половине XIX — начале XX века стала крупнейшим торгово-финансовым центром Поволжья и застраивалась доходными домами, торговыми пассажами, банковскими зданиями. В XIX веке по имени улицы был назван один из административных районов Нижнего Новгорода — Рождественская сторона, охватывавший территорию Нижнего посада, часть Започаинья и Благовещенскую слободу.
В 1920-е годы улица была известна как центр кооперации, в 1930—1950-е годы — как место размещения швейных предприятий и ателье.
В современный период — одна из важнейших туристических улиц города, с практически полностью сохранившейся исторической застройкой. Среди главных архитектурных памятников Рождественской улицы выделяют: Рождественскую (Строгановскую) церковь, церковь Рождества Иоанна Предтечи на Торгу, здание Волжско-Камского банка, Блиновский пассаж, усадьбы Строгановых и Голицыных.

## История

### XIII—XVI века. Торг и посад
Возникновение Рождественской улицы связано с торгом у пристаней в устье речки Почайны, который, предположительно, существовал уже в XIII веке. Впервые нижегородский торг упоминается в «Рогожском летописце» под 1343 годом. По мере того, как Нижний Новгород становился важнейшим торговым пунктом на водном пути из русских земель в Золотую Орду, возрастала роль торгового порта. В XIV веке район города стал важным перевалочным пунктом между русскими и восточными землями, куда стремились купцы из Средней Азии, Персии, Индии, Египта и Великого Новгорода. В «Летописце о Нижнем Новгороде» от 1366 года указывалось, что у причала останавливались многочисленные торговые суда: «суды, и кербаты, и пауски, и лодьи, и струги».
Вверх по Волге и Оке суда тянули бурлаки с помощью толстой верёвки (бечевы). Бечева (бечевник, бурлацкая тропа) в районе торга, совпадавшая с направлением современной Рождественской улицы, впервые упомянута в источниках под 1371 годом, когда нижегородский князь Дмитрий Константинович возвёл каменную церковь Николы «на Бечеве». Церковь располагалась в устье Почайны, на месте современного дома № 13. Здесь же находился причал, от которого шла дорога к главному храму города — Спасо-Преображенскому собору.
В начале XVI века причалы и бечева, на участке, примыкавшем к новому каменному кремлю, были защищены деревянным острогом (Большой острог), внутри которого расположился посад. Ядром посада являлось прибрежное подножье Дятловых гор — территория современной Рождественской улицы и местность вокруг неё. Посад занимал территорию от Гремячева ручья на западе (территория сегодняшнего Квасного переулка) до Пятницкого ручья (на месте современной Чкаловской лестницы), где был основан Пятницкий монастырь с «Церковью святые мученицы Пятницы на посаде на берегу».
Южной границей посада было подножие Дятловых гор, а северной — бечева. По краю бечевы был выстроен ряд храмов: церковь Бориса и Глеба на Бечеве, церковь Николы на Бечеве, Церковь Живоначальной Троицы на Бечеве, церковь Рождества Богородицы на Бечеве.

### XVII век. Нижний посад и Старая Рождественская улица
Площадь в районе древнего торга связывают с событиями Смутного времени, когда земской староста Кузьма Минин, избранный на эту должность в начале сентября 1611 года, начал призывы к освободительной борьбе среди посадских людей против польской интервенции. Воззвание Минина на паперти церкви Иоанна Предтечи — историографический миф. Не сохранилось достоверных сведений о месте и времени призыва Минина к нижегородцам. В исторической науке было множество версий с догадками о том, где действительно состоялось воззвание, но к началу XX века в историографии утвердилась версия Александра Гациского, что Минин выступал у Ивановских ворот и здесь же началось складываться ополчение. Хотя никаких достоверных подтверждений этому обнаружить не удалось, сегодня Ивановская башня и храм Иоанна Предтечи считаются «местами памяти», связанными с Мининым и ополчением.
С начала XVII века территория посада на месте современной Рождественской улицы получила название Нижний посад. К этому времени здесь уже сформировалась система улиц. От ворот деревянного Нового острога, построенного в 1618 году между храмами и бечевой вдоль берега, под руководством боярина Бориса Лыкова, мимо храма Козьмы и Дамиана к торгу шла Большая Козмодемьянская (Космодемьянская) улица. В верхнем конце (современная территория от Почтового съезда до Квасного переулка) параллельно Бережной улице шла Верхняя Большая улица, подходившая к Рождественской церкви и со временем получившая название Рождественской. Направление старой Рождественской улицы проходило южнее Строгановской церкви, ближе к Дятловым горам. Деревянная Рождественская церковь на Бечеве была известна с 1520 года. Когда она обветшала, известный солепромышленник, гость из села Ленвы Семён Задорин в 1653 году вблизи своего двора построил новую каменную церковь в честь Рождества Пресвятой Богородицы.
Центром Нижнего посада выступали торговые ряды, прилегавшие с обеих сторон к современной улице Широкой. Центром торга служила Таможенная площадь, на которой были выстроены здания таможни, Никольской церкви, гостиного двора и земской избы. К площади плотно примыкали лавки и амбары, однако насыщенность территории торговой и складской застройкой была причиной многочисленных пожаров, которые периодически опустошали территорию Нижнего посада.

### XVIII век. Нижний Базар и новая Рождественская улица
С XVIII века Нижний посад именовался Нижним Базаром (название использовалось и в XIX веке). На Нижнем Базаре к этому времени было две основных улицы: Космодемьянская (от торга до Рождественского ручья) и Рождественская (от Рождественского ручья до Гремячего). При этом, они всё ещё не составляли единую линию.
Пермский промышленник Григорий Строганов, близкий соратник Петра I в деле развития промышленности, в конце XVII века поселился в приходе старой Рождественской церкви. «Ввиду тесноты и сравнительной ветхости» храма Г. Д. Строганов решил выстроить новую церковь для своего прихода. Дата закладки церкви неизвестна, но в 1715 году она, «изрядным строением и всякими красками раскрашенная, и колокольня, так великолепно и с резьбой сделанная», в числе многих других зданий пострадала в большом пожаре. В том же году скончался Строганов, и храм достраивала его вдова Мария Яковлевна Строганова. Окончено строительство было 21 июня 1719 года. Церковь Собора Пресвятой Богородицы поначалу называлась Строгановской, но позже прихожане перенесли на неё название Рождественской.
К концу XVII века Нижний Новгород стал одним из крупнейших торговых центров России, а связи с введением государственной монополии на торговлю солью в 1705 году, город стал выполнять функцию главного складочного места соляного товара. В связи с этим, в середине XVIII века около гостиного двора было выстроено несколько каменных зданий: магистрата, купеческих амбаров, винных подвалов. Самым крупным сооружением стала Соляная контора, построенная в 1753 году на Космодемьянской улице (арх. В. С. Обухов).
После опустошительного пожара 1768 года в Комиссии о каменном строении Санкт-Петербурга и Москвы под руководством академика Андрея Квасова в 1770 году был выполнен первый регулярный план застройки Нижнего Новгорода, утверждённый самолично императрицей Екатериной II. Тем не менее, он оставался на бумаге, пока первый губернский архитектор Яков Ананьин не привязал его к местности в 1782 году. В результате была проложена новая линия Рождественской улицы, но и прежняя улица ещё какое-то время сохранялась, о чём свидетельствуют архивные документы 1803 года, в которых упоминаются Рождественская и Старая Рождественская улица.
В конце XVIII века район торга у гостиного двора был кардинально перестроен с внедрением квартальной застройки. Торговая зона приобрела ярко выраженную линейную структуру, планировочной осью же выступала вновь прокладываемая Рождественская улица. Главными сооружениями выступали два корпуса Нижнепосадского гостиного двора, поставленных по одной линии. Параллельно им противоположную сторону улицы формировали несколько одноэтажных торговых корпусов, протянувшихся вдоль берега Волги почти на 300 м.

### Первая половина XIX века. Главная торговая улица города
Новая страница в истории Рождественской улицы (объединённой с Космодемьянской улицей) началась в 1817 году, после переноса в Нижний Новгород Макарьевской ярмарки. Комплекс ярмарочных зданий возводился под руководством Августина Бетанкура, прибывшего в город в июле 1817 года. Он сам, и его помощники, поселились на Рождественской улице. Бетанкур жил в отдельной усадьбе, а для его помощников рядом выстроили просторный двухэтажный «инженерный дом». По улице потянулись обозы в сторону наплавного (плашкоутного) моста через Оку, ежегодно наводившемуся с 1817 года. Для того, чтобы на подходе к нему не было заторов, губернатор С. А. Быховец распорядился расширить улицу (в начале XIX века она была в два раза уже современной).
Ярмарочные торговцы стали возводить на улице деревянные склады, что сказалось на пожароопасности. В результате в мае 1819 года большая часть Нижнего Базара сильно выгорела, было уничтожено 94 домовладения. После этого А. А. Бетанкур разработал новый план застройки улицы, с разрешением возводить на ней только каменные дома. Тогда же была определена существующая и сегодня красная линия Рождественской улицы, закреплённая в плане города 1824 года. Одновременно Бетанкур спроектировал продолжение улицы до Ивановской башни кремля — был заложен Ивановский съезд. Фактически, Рождественская улица в этот период стала продолжением Нижегородской ярмарки и начала застраиваться гостиницами и торговыми конторами.
Для приспособления Нижнего Новгорода под гигантский рост грузопотока в ярмарочный сезон, в городе в 1830—1840-х годах были проведены масштабные градостроительные преобразования. Толчком к ним послужил приезд в Нижний Новгород Николая I. Император лично распорядился в первую очередь обустроить удобные съезды для транспорта, двигавшегося в сторону ярмарки. Были проложены Зеленский и Похвалинский съезды. В конце последнего, перед въездом на плашкоутный мост, была обустроена Алексеевская площадь (на тот период именовавшаяся Гремяченской или Нижней Благовещенской), названная в честь часовни во имя Митрополита Алексия (сейчас — Благовещенская площадь, названная в честь Благовещенского монастыря). В 1847 году она была расширена, для чего император лично распорядился выкупить земельные участки князя Голицына и княгини Бутеро.
В 1838 году штабс-капитан Н. И. Лик обозначил контуры будущей Софроновской площади (сегодня — площадь Маркина). После сноса старых зданий, территорию площади разровняли. Кроме того, под руководством Лика был засыпан овраг, намытый Рождественским ручьём, и по его же решению были выложены желоба-стоки из булыжника в сторону Волги.
В 1849 году на Рождественской улице была устроена шоссейная мостовая из щебня, утрамбованного чугунным катком. Работы проводили нижегородский мещанин П. А. Ветошников и удельный крестьянин П. Е. Бугров, родоначальник знаменитой купеческой династии.
К середине XIX века Рождественская улица приобрела законченный архитектурный облик с почти сплошной застройкой каменными домами. В 1820-х годах завершилась реконструкция корпусов Нижнепосадского гостиного двора, по своей архитектуре и ясным пропорциям входивших в число лучших образцов провинциального классицизма. Значительную роль в облике улицы играли дворянские усадьбы Голицыных и Строгановых, купеческие дома И. С. Пятова, Ф. Переплётчикова, А. Б. Смирнова и др. Вокруг древнего района торга была сформирована новая застройка, которую составили торговые кварталы, значительно превосходившие подобные образования в других провинциальных городах и сопоставимые с торговым комплексами Москвы и Санкт-Петербурга. В 1841 году известный историк и издатель Михаил Погодин писал о Рождественской улице в «Дорожных записках»: «Улица принадлежит теперь к числу лучших улиц не только в России, но и в Европе».
Расцвет улицы зафиксировал в своих описаниях нижегородский краевед Николай Храмцовский, отмечавший её статус главного городского торгового, промышленного центра и центра управления судоходным делом:

Рождественская улица по красоте строений и многолюдству есть лучшая из улиц Нижнего Новгорода; на ней и вблизи её сосредоточена главная коммерческая и промышленная деятельность города. Как то: торговля хлебным товаром, солью, железом, снастями и прочим <…> Рождественская улица оживлена народом круглый год, но с начала весны (с марта) движение на ней усиливается: около гостиного двора являются для отыскания работ толпы бурлаков и другого рабочего народа, между которыми отличаются сановитым видом, басистым голосами и яркими опоясками лоцмана; тут же являются судопромышленники для приискания кладей на свои суда и найма рабочих и кладчики, то есть гуртовые торговцы хлебом, солью и другими товарами, поставщики и подрядчики и их приказчики — для заподряда судов под перевозку товаров. С развитием весны Рождественская улица и вся вообще нижняя часть города делается ещё люднее. По вскрытии Оки и Волги появляются на реках пароходы, суда и лодки, набережные покрываются толпящимся народом, торговля и судопромышленность кипит; также здесь по вечерам раздаются песни, звучат балалайки и гармоники и слышится топот трепака.— Краевед Н. И. Храмцовский, 1857 год

### 2-я пол. XIX — начало XX века. Банковско-коммерческий центр
Во второй половине XIX века Рождественская улица постепенно поменяла своё функциональное назначение, став уже не столько торговым, сколько банковско-коммерческим центром. Особенно интенсивно этот процесс шёл с 1870-х годов, когда улица превратилась в крупный торговый центр Поволжья, приобрела значение средоточия деловой жизни не только города, но и всей Волги. Начался активный процесс возведения новых зданий банков и доходных домов. Составитель «Нижегородского иллюстрированного календаря» В. И. Виноградов писал в связи с этим: «Здесь заключаются торговые сделки и устанавливаются цены на товары и фрахты чуть ли не целого Поволжья».
В этот период Рождественская улица сохраняла главенствующее значение в архитектуре Нижнего Новгорода. Среди множества доходных домов и гостиниц определяющими в застройке стали новые здания: Блиновского пассажа (1878), Волжско-Камского банка (1896), банка Рукавишниковых (1908). Особое значение имело здание Блиновского пассажа, выступавшее не только главной архитектурной доминантой всего прибрежного района (взамен Строгановской церкви и Гостиного двора), но и символом всей улицы. Центральное место в планировке Нижнего Базара в этом период заняла Софроновская площадь, через которую проходила Рождественская улица. На площади был создан новый архитектурный ансамбль, который сформировали: Блиновский пассаж, здание биржи, трёхэтажная гостиница М. Дегтярёва, новая Козьмодемьянская церковь (1872—1890, арх. Л. В. Даль) и доходные дома Бугровых.
В 1884 году была изменена нумерация домов по улице, которая раньше велась от Алексеевской площади до Ивановского съезда. Счёт был развёрнут и ведётся так и в наши дни.
Новый период благоустройства улицы был связан с проведением Всероссийской промышленной и художественной выставки 1896 года. Для удобства перемещения посетителей фирма «Сименс и Гальске» построила трамвайную линию от главного входа Всероссийской выставки, мимо Московского вокзала и Ярмарки через Окский плашкоутный мост. Фирма Гартмана проложила две отдельные трамвайные линии в верхней части города: одну из них по Рождественской улице, вторую — «на горе». Для соединения линий были возведены два пассажирских фуникулёра (на тот момент именовались «элеваторами») в начале и в конце улицы — у Ивановской башни и Похвалинского съезда. Для обеспечения сооружений током по проекту архитектора П. П. Малиновского была построена электростанция на Алексеевской площади. От неё же шло питание для электрического освещения улицы.

### XX век. Советский период
После революции 1917 года была сделана попытка переименования улицы. 24 февраля 1919 года Нижегородский исполком принял постановление, согласно которому улица стала Октябрьской, однако новое название не прижилось и о переименовании просто забыли. В 1922 году, в связи с пятилетием октябрьской революции, началась массовая компания по устранению дореволюционных названий. В 1923 году вновь было выдвинуто предложение переименовать улицу в Октябрьскую, против чего выступили краеведы, во главе с председателем Нижегородской археолого-этнологической комиссии А. Я. Садовским. В результате улица сохранила историческое название. Однако, с назначением председателем губисполкома А. И. Муралова, было проведено массовое переименование нижегородских улиц. 17 августа 1923 года Рождественская улица стала Кооперативной.
Новое именование улица получила в связи с НЭПом, временем расцвета кооперации. В этот период бывшие купеческие доходные дома заняли различные конторы кооперативных учреждений, а также государственных трестов и синдикатов.
Во времена борьбы с религией существенно изменилась система архитектурных доминант всего района Нижнего посада. Были утрачены или существенно перестроены практически все храмы (за исключением Рождественской церкви): снесены комплексы Казанского и Никольского храмов, Троицкая, Живоносновская, Козьмодемьянская церкви, а также православная часовня Абабковского Николаевско-Георгиевского монастыря и здание католического костёла на Зеленском съезде.
В 1930—1950-е годы улица потеряла особое положение в городе. В эти годы она была известна в основном швейными предприятиями и ателье, возникшими на базе пошивочных мастерских, эвакуированных из Варшавы в 1915 году в период Первой мировой войны. В 1934 году архитекторы В. Казин, Н. Ушаков и А. Яковлев-младший под руководством московского архитектора Анатолия Жукова разработали несколько вариантов эскизных проектов застройки главных узловых точек исторического центра города, имевших утопический характер. По одному из проектов Рождественская улица становилась набережной посредством сноса всей существующей застройки от Окского моста до Ивановской башни кремля, за исключением Рождественской церкви. На освободившемся месте планировалась широкая эспланада с партерной зеленью, новой сплошной застройкой у подножия Дятловых гор и тремя огромными зданиями речного вокзала.
14 апреля 1940 года исполком Горьковского горсовета вынес решение о переименовании улицы в улицу Маяковского, в честь десятилетия со дня смерти поэта Владимира Маяковского.
В послевоенные годы начались работы по благоустройству улицы. В 1954 году в районе её пересечения с Зеленским съездом был разбит сквер с фонтаном. В 1958 году на ней впервые в городе были установлены лампы дневного света.
В 1979 году известный краевед Л. Л. Трубе предложил сделать улицу Маяковскую пешеходной. Через некоторое время возник проект реализации идеи, но перед этим, в 1983—1985 годах, был проведён капитальный ремонт дорожного полотна, фасадов зданий и трамвайных путей. 18 июля 1985 года в Нижегородском райисполкоме было решено закрыть улицу для автомобильного движения и сделать её пешеходной. План не был реализован до конца.

### Конец XX — начало XXI века. Современный период
Историческое название улице было возвращено 26 декабря 2001 года постановлением городской думы Нижнего Новгорода.
В 2004 году скульптор Зураб Церетели выполнил копию памятника Минину и Пожарскому Ивана Мартоса и правительство Москвы подарило её Нижнему Новгороду. Тогда было принято решение разместить копию на площади перед храмом Рождества Иоанна Предчети. Был выполнен комплексный проект благоустройства территории так называемой Скобы (арх. А. Гельфонд, Ю. Карцев, М. Дуцев). В ходе работ сложился новый ансамбль исторической территории древнего торга, которая позже получила новое название — Площадь Народного Единства.
В 2011 году был учреждён День улицы Рождественской (празднуется 21 сентября). В 2012 году улицу начали реконструировать. Были установлены новые фонари, отреставрированы фасады зданий, заменена ливневая канализация, пешеходная часть вымощена брусчаткой.
В 2022 году было начато восстановление Нижнепосадской Троицкой церкви, находившейся на углу Рождественской улицы и переулка Вахитова.

## Здания

### По нечётной стороне
- № 1 — Дом середины XIX века

Здание постройки середины XIX века. Реконструировано в 2010-е годы. В 2015 году в нём расположился ресторан.
- № 1а — Часовня Спаса Преображения

В 1694 году на этом месте была возведена деревянная часовня нижегородского Оранского Богородицкого монастыря. Часовня сгорела в пожаре 1715 года. Летом 1765 года участок земли перешёл к посадскому человеку, старообрядцу Степану Кондакову, по прозвищу Щукин, попросившему иконописца Благовещенского монастыря Ивана Тихонова написать икону Благовещения Пресвятой Богородицы и стал строить строение под её размещение. Епископ Феофан, узнав об иконе, предписал доставить её в консисторию, где выяснилось, что она написана в старообрядческой традиции. Икону спрятали в кладовые Спасо-Преображенского собора, а испугавшийся Кондаков уничтожил возводимое строение. На его месте власти Оранского монастыря поставили крест с иконой, а позже возвели небольшую рубленую часовенку.
В декабре 1806 года в неё по велению архиепископа Вениамина внесли древний образ Спаса Нерукотворного, ранее находившийся в часовне обветшавшей Козьмодемьянской церкви. По преданию, икону доставил в Нижний Новгород из Суздаля великий князь Константин Васильевич. Теперь часовня была приписана к Спасо-Преображенскому собору и стала называться Спасской. В 1809 году отстроена в камне. В 1848—1849 годах здание перестроено на средства нижегородского купца И. Веренинова. В 1877 году пристроено крыльцо и перестроено холодное помещение под надзором архитектора И. К. Кострюкова.
После революции икона Спаса Нерукотворного была изъята и судьба её неизвестна. В 1948 году в часовне размещались химчистка и красильня. В конце 1990-х годов возвращена Нижегородской епархии. В 2000 году поставлена на охрану, как памятник архитектуры. В 2005 году осуществлена реставрация здания, по проекту авторского коллектива НИП «Этнос» (арх. А. В. Малышева, Ю. П. Грошев при участии С. В. Савватаевой).
- № 1б — Церковь Рождества Иоанна Предтечи на Торгу

Храм на этом месте существовал, предположительно, ещё в XVI веке. Деревянная церковь святого Иоанна Предтечи «в торгу» у Ивановского моста принадлежала посадской общине. Возведение каменного храма связано с деятельностью посадских людей, братьев Гавриила и Лаврентия Дранишниковых. К 1683 году каменная церковь была отстроена.
Так как церковь располагалась на торге, по периметру она была обстроена торговыми лавками. В ходе градостроительных преобразований 1834—1839 годов их снесли. При этом была нарушена древняя дренажная система и фундамент храма стало подмывать. Для его защиты в 1843 году возвели террасу. В 1881—1882 году при храме, стараниями бывшего старосты Предтеченской церкви К. С. Колокольцева рядом с храмом возвели часовню во имя Александра Невского, выстроенную в память о мученической гибели императора Александра II. В 1887—1902 годах храм был капитально отремонтирован.
В 1929 году было принято решение о сносе церкви, но оно не было реализовано. Богослужения продолжались до 1937 года. В 1938 году церковь была закрыта. До 1940 года здание использовалось Осоавихимом и Автомотоклубом, затем было передано фабрике «Красный обувщик» под размещение библиотеки. Позже здесь размещалась школа ДОСААФ.
Богослужения возобновились в 1994 году. В 2003 году коллективом НИП «Этнос» был разработан проект реставрации (арх. В. А. Широков, И. С. Агафонова, Л. М. Москалёва, историк О. В. Дёгтева). В 2004—2005 годах церковь и часовня были восстановлены, одновременно с новым ансамблем площади Народного Единства.
- № 3, 5, 7, 9 — Лабазы Ф. Н. Гущина

В середине XIX века на данном месте стоял Посадский рынок, состоявший из двух корпусов деревянных одноэтажных лавок неприглядного вида. Рядом был расположен толкучий рынок — балчуг. В 1867 году купец 1-й гильдии Ф. Н. Гущин выступил с инициативой очистить место, за свой счёт расчистить территорию и возвести вдоль Ивановского спуска ряд каменных лабазов со складами внизу и жилыми комнатами в верхних этажах. Первоначальный проект составил Л. В. Даль, но он оказался слишком дорогостоящим. В 1867—1869 годах новый проект составил архитектор Н. И. Ужумедский-Грицевич, и через два года здания были отстроены. Однако городской голова В. А. Соболев переместил балчуг на место засыпанного Почаинского оврага, и Ф. Н. Гущин лишился доходов. В итоге купец влез в долги, и позднее здания перешли в собственность города.
- № 11 — Корпус общественных лавок (дом Торсуева)

Н. Ф. Филатов писал, что в центре квартала, справа от спуска с Ивановского съезда с давних времён возвышалась Нижнепосадская Никольская церковь. При перепланировке данной части Нижнего Новгорода в 1780-х годах церковь с окружающей старой застройкой была выделена в особый квартал. В 1859 году после пожара было решено полностью перестроить этот квартал, а на Живоносновской улице возвести трёхэтажное здание корпуса общественных лавок. Проект нового корпуса, утверждённый 3 июля 1861 года, заказали нижегородскому архитектору Н. И. Ужумедскому-Грицевичу.
По другим данным, дом принадлежал купцам Торсуевым, торговавшим рыбой, а позже мясом. Их потомки, братья-близнецы Владимир и Юрий Торсуевы, сыграли главные роли в знаменитом советском фильме «Приключения Электроника». В 1901 году здание принадлежало П. И. Гребенщикову.
- № 13 — Дом моделей — доходный дом купца А. А. Извольского

В 1366 году на месте современной пристройки к Дому моделей великий князь Дмитрий Константинович выстроил каменную церковь во имя чудотворца Николы. Фундамент храма был обнаружен при раскопках в 1967 году. 17 мая 1520 года церковь сгорела, но позже восстановлена деревянной. Принадлежала церковь посадской общине. В 1656 году перестроена строителем Семёном Задориным и дьяком Климентом Патокиным, при этом поднята на высокий кирпичный подиум. В ходе пожаров 1701 и 1715 годов тёплая и холодная церкви Николы были разрушены. Храм пытались восстановить в 1850 году, но безуспешно. После очередного пожара в 1858 году квартал решили перестроить и вместо храма поставить часовню, выстроенную в 1861—1863 годах (арх. Николай Ужумедский-Грицевич). В 1870 году часовня снова стала приходской церковью. Её перестроили и освятили 23 октября 1894 года. Здание храма было снесено в 1929 году.
Рядом с Никольской церковью стоял дом Извольских. В 1904—1905 годах он был перестроен в стиле модерн по проекту Н. М. Вешнякова. До революции в нём располагались ресторан, магазины и гостиница А. А. Извольского. В советское время дом сначала использовался как склад, а в 1953 году с Зеленского съезда в него переехал Горьковский дом моделей.
В 1960-х годах в архитектуру СССР пришёл интернациональный стиль, но от архитектуры Мис ван дер Роэ в советской архитектуре была оставлена только форма параллелепипеда. Стеклянные здания-параллелепипеды стали активно возводить и в Нижнем Новгороде. Одним из примеров стал крупный объём нового здания Дома моделей, возведённый в 1967—1973 годах по проекту архитектора Юрия Осина, не вписывавшийся в окружающую историческую застройку. Проблему реконструкции здания пытались решить в 1990-х годах. По одним данным проект реконструкции был разработан на проектном семинаре, по другим — автором проекта реконструкции 1998 года был архитектор А. Б. Дехтяр. Здание попытались вписать в историческую застройку, однако «избыточная декоративность» только усилила восприятие дома как инородного к окружающей застройке объекта.
- № 17 — Торговый дом Скоба

Издавна на данном месте в виде буквы «П» располагались лавки шорного ряда. К середине XIX века большая их часть была отдана под склады железа, но здесь также торговали валенками, чулками, обувью и головными уборами. После пожара 1858 года, в 1859—1861 годах здесь был выстроен корпус церковных лавок Нижегородской епархии (арх. Н. И. Ужумедский-Грицевич), который за конфигурацию прозвали «Скобой».
В советский период здание было отдано под склады. После — под популярный магазин хозяйственных товаров. Позже левое крыло здания было снесено, а в современный период снесли и правый корпус. В настоящее время здание занимают ресторан «Гусь в яблоках» и кальян-бар «Шанти».
- № 19 — Доходный дом И. И. Стрегулина

На фиксационном плане Нижнего Новгорода 1848—1853 годов на участке уже был отмечен каменный дом. Существующее здание возвёл в 1873 году купец Иван Иванович Стрегулин, владелец пивоваренного завода в Арзамасе. Архитектурный проект составил гражданский инженер В. И. Рудинский. Вновь выстроенный трёхэтажный доходный дом стал частью большого строительного замысла, реализованного Стрегулиным на участке между Рождественской улицей и Нижне-Волжской набережной вдоль Нагорного переулка.
В 1890-е годы доходный дом принадлежал Раисе Михайловне Шугуровой, а в 1902 году ненадолго перешёл в собственность одной из крупнейших банкирских контор России — «Товарищества Печёнкиной А. А. и К°». В период конца XIX — начала XX века здание занимали торговые помещения, в частности «Торговый дом А. Ф. Сапожникова с сыновьями». В начале XX века здание получило новое архитектурное убранство в стиле классицизирующей эклектики, которое сохранилось до настоящего времени.
Со второй половины XX столетия в доме располагаются торговые и административные помещения. До 2010-х годов по центральной оси, где расположен парадный вход в здание, сохранялась входная группа из дерева, выполненная ещё во времена постройки здания. Сегодня она заменена на пластиковую.
- № 21 — Доходный дом Заплатиных

Городская усадьба на данном месте сложилась уже к середине XIX столетия: на участке был выстроен каменный одноэтажный дом с центральным пятиоконным мезонином, завершённым ступенчатым парапетом. До конца XIX века на усадьбе также был выстроен двухэтажный флигель.
В 1860-е годы усадьба перешла к купцу Александру Заплатину, а в 1878 году к его сыну Семёну Заплатину. В конце столетия все постройки на участке были разобраны. В 1898—1899 годах вместо них был выстроен новый двухэтажный доходный дом с крупными проёмами окон второго этажа. В 1908—1909 годах доходный дом был надстроен третьим этажом, а главный фасад получил новое архитектурное оформление в стиле русского неоклассицизма: ось симметрии была выделена портиком с колоннами коринфского ордера, между которыми устроена балюстрада из балясин; стены были декорированы плоскими пилястрами, а также ромбовидными и круглыми розетками. В 1915—1916 годах были перестроены входы в торговые помещения первого этажа.
Работавший на стройке доходного дома молодой мастер Георгий Матвеев для того, чтобы объяснить рабочим, как выстроить сложную арку с коробовым сводом, научился читать чертежи и стал брать частные уроки, учился у художника и фотографа Андрея Карелина, и впоследствии стал основателем хохломской росписи в городе Семёнове.
С середины XX века здание занимают торговые и офисные помещения.
- № 23 — Банк Рукавишниковых

В квартале между улицей Рождественской и Нижневолжской набережной, на участке, принадлежавшем купцу первой гильдии, почётному гражданину Нижнего Новгорода Михаилу Григорьевичу Рукавишникову в 1866 году архитектором В. И. Рудинским был запроектирован двухэтажный жилой дом, речной фасад которого, из 13 световых осей, имел пятиосный ризалит. Выстроенное в стиле эклектики здание служило доходным домом с магазинами в первом этаже. После пожара 1899 года наследники М. Г. Рукавишникова обратились в Строительное отделение Городской управы с просьбой о ремонте пострадавшего каменного здания и двух промышленных корпусов. Тем не менее, восстановленные старые здания имели неприглядный вид и Сергей Рукавишников в 1908 году обратился к московскому зодчему Фёдору Шехтелю с просьбой разработать планы фасадов для возведения новых зданий на месте старых. Шехтель разработал планы двух строений: банка, выходящего фасадом на Рождественскую улицу, и промышленного корпуса, выходящего на Нижневолжскую набережную. Здания были выстроены в формах неоготики, здание банка украсили фигуры рабочего и крестьянки, выполненные по эскизам молодого скульптора С. Т. Конёнкова.
После окончания строительства в 1910 году здание заняли конторы различных фирм, в том числе компания «Братья Рукавишниковы». В 1914—1917 годах в здании размещалось отделение Русского торгово-промышленного банка. В 1919 году — пятое отделение Сберегательной кассы. В 1928 году размещались Волжское государственное речное пароходство и управление Швейпрома.
- № 25 — Дом И. С. Пятова

С давних времён на месте современного особняка стоял кабак Будиловых. В начале XIX века участок с каменным двухэтажным домом во дворе приобрёл купец Иван Степанович Пятов, построивший в 1815 году по красной линии улицы Рождественской корпус каменных лавок. В мае 1819 года часть Нижнего посада выгорела, были уничтожены 94 двора. Работавший в Нижнем Новгороде архитектор и инженер А. А. Бетанкур определил новые границы кварталов, спроектировал и выстроил для И. С. Пятова каменный двухэтажный дом. Бетанкура и Пятова связывали дружественные отношения, так как в 1818 году последний за собственный счёт устроил на песках под Нижегородской ярмаркой Железный ряд, взяв на себя часть забот инженера, получив за это от правительства золотую медаль на голубой ленте — самую статусную награду среди нижегородского купечества.
В 1851 году домом владели почётные граждане Феофилакт и Егор Семёновы Пятовы. При них к зданию были пристроены трёхэтажные ретирадные места и баня. В конце XIX века дом принадлежал крупным нижегородским домовладельцам, крестьянину И. Кудряшову и мещанину Н. Чеснокову. К открытию Всероссийской промышленно-художественной выставки 1896 года они надстроили по краю крыши парапет с нишами, вазонами и куполами.
- № 27 — Здание Волжско-Камского банка (дом Н. А. Бугрова)

В начале XIX века домовладение принадлежало купцу И. С. Пятову. После его смерти наследники начали постепенно распродавать родовое имение и в 1838 году участок приобрёл купец П. Е. Бугров. При нём и его сыне Александре и внуке Николае землевладение стало застраиваться каменными доходными домами. В 1872 и 1888 годах здесь были возведены два трёхэтажных каменных дома с флигелями и служебными постройками (арх. Н. А. Фрелих, Н. Д. Григорьев). При градостроительных преобразованиях к проведению в Нижнем Новгороде Всероссийской выставки 1896 года Н. А. Бугров разобрал дом на углу и на его месте выстроил двухэтажный, более изысканный по архитектуре, проект которого составил архитектор Владимир Цейдлер. Фасад здания украшала муравленная керамическая плитка, а угловую башенку-эркер — вензель хозяина дома в виде буквы «Б». Так как дом был доходным, то в первом этаже разместились магазины, а второй заняло отделение Волжско-Камского банка.
В 1921 году дом заняла Нижегородская контора Народного банка РСФСР. Позже здесь размещались: Нижегородский уездный финансовый отдел, Нижегородская контора Госбанка СССР, отделение Госбанка СССР Куйбышевского района г. Горького. В 1941—1945 годах — эвакуационный госпиталь. В декабре 1957 года здание перешло к Горьковскому театру комедии. Дом был перестроен: со двора пристроена крупномасштабная сценическая коробка. В 2001 году под руководством И. С. Агафоновой здание было отреставрировано с возвращением исторического облика и в нём разместился Японский центр, арендовавший площади в доме до 2010 года.
- № 29 — Дом Нестерова — Шугурова

В начале XIX века на данном участке стоял деревянный на каменном сводчатом полуэтаже дом полковника Соломона Михайловича Мартынова, сын которого в 1841 году убил на дуэли Михаила Лермонтова. В 1819 году старый деревянный дом сгорел. Участок земли приобрёл известный нижегородский купец И. С. Пятов. Спустя некоторое время Пятов решил продать участок нижегородскому купцу А. С. Лошкарёву. 14 января 1843 года Лошкарёв продал землевладение купцу первой гильдии М. М. Нестерову, решившему построить на земле трёхэтажный каменный дом (арх. Алексей Пахомов).
В конце XIX века дом перешёл во владение нижегородской купчихи Раисы Шугуровой. Её сын Николай Григорьевич в 1898 году решил перестроить здание, значительно изменив фасад. Предполагалось разместить в здании Нижегородское отделение Русского для внешней торговли банка. Разработать проект Николай Шугуров предложил архитектору П. А. Домбровскому, а надзор за строительными работами осуществлял архитектор Николай Григорьев. Здание получило новый лепной декор растительного орнамента и три ризалита, которые фланкировались пилястрами и венчались завершениями сложной формы.
Дом был национализирован в 1918 году. Позже в нём некоторое время размещались подразделения Нижегородского губернского совета народного хозяйства, а ещё позднее здание было отдано под размещение больницы № 29, которая просуществовала до 2000 года. В настоящее время дом занимают торговые помещения. 
- № 31 — Дом И. И. Киризеева

Нежинский грек Иван Иванович Киризеев поселился в Нижнем Новгороде после Отечественной войны 1812 года и основал за городом собственный кирпичный завод. Позже он стал крупным строительным подрядчиком. Под надзором Ивана Ефимова в 1820-х годах он ремонтировал башни и стены Нижегородского кремля. После пожара в Нижнем посаде города 1819 года Киризеев купил на Рождественской улице возле погоста Козмодемьянской церкви у полковника Соломона Мартынова участок земли. По проекту Ивана Ефимова в 1829 году он выстроил на участке каменный двухэтажный на подвалах доходный дом в пять окон по главному фасаду, который украшали меандровый греческий пояс и подкарнизный фриз из триглифов и метоп.
В конце 1830-х годов домовладение перешло к нижегородскому купцу первой гильдии И. К. Поросёнкову. В 40-х годах в здании вместе с супругой Эмилией проживал барон Андрей Дельвиг, выдающийся инженер, технический руководитель и организатор строительства водопроводов в Москве и Нижнем Новгороде, нескольких железных и шоссейных дорог, переправ на Кавказе. Дельвиг стал автором первого в России «Руководства к устройству водопроводов» 1856 года. В память о пребывании Дельвига в Нижнем Новгороде на доме установлена мемориальная доска.
В начале 1850-х годов усальбу выкупил нижегородский купец второй гильдии Александр Заплатин. В 1854 году новый владелец получил разрешение на строительство новых каменных служб по проекту архитектора Николая Ужумедского-Грицевича и забора, который выстроили вдоль красной линии переулка. Позже, в 1899 и 1902 годах, здание перестраивалось при новом владельце — купце А. Н. Тихановском.
После 1917 года здание приспособили под торговые помещения, крайние двери и окна первого этажа по главному фасаду были перестроены в две широкие магазинные витрины. В 1998 году был выполнен проект реставрации фасадов дома, предполагавший воссоздание первоначального архитектурного убранства, но он так и не был реализован.
- № 33 — Административное здание Горэнерго

Издавна, на месте правого крыла здания Горэнерго стояла церковь Козьмы и Дамиана. В начале XVII века она была деревянной. Здесь же, рядом с храмом находилась деревянная башня Нового острога, возведённого боярином Б. М. Лыковым в 1618 году. В XVII веке церковь была отстроена в камне, но к середине XIX века от неё сохранились только колокольня и трапезная. В 1882—1890 годах на средства Д. А. Обрядчикова рядом было выстроено новое здание Космодемьянской церкви (арх. Л. В. Даль). В 1920-е годы здания находились в ведении Нижкоммунхоза и музея и использовались как книжный склад. 12 июля 1930 года церкви были взорваны.
В 1949 году на их месте началось строительство крупномасштабного здания Горэнерго (сегодня — Нижновэнерго). Выполненное в стиле советского неоклассицизма по проекту архитекторов А. Н. Тюпикова и В. А. Орельского, здание было завершено к 1954 году.
- 35/1 — Флигель дома Блиновых

В первой половине XIX века участок принадлежал нижегородским купцам Есыревым. По плану 1824 года он отходил под расширение Софроновской площади, но проект не был реализован. С 1850-х годов участок в квартале между Софроновской площадью, улицей Рождественской, Нижней набережной Оки (сегодня — Нижневолжская набережная) и переулком Рождественским (сегодня — переулок Городецкий) принадлежал разным поколениям нижегородского купеческого рода Блиновых. В течение 1853—1854 годов семья выстроила на участке каменные лабазы, которые заняли всю западную сторону площади.
Современный дом № 35 был одним из флигелей указанного архитектурного комплекса, имел три входных проёма арочного типа в первом этаже и три спаренных окна во втором по Софроновской площади и пять входных проёмов на первом этаже и пять окон во втором по улице Рождественской. От соседнего дома Есыревых (который на тот момент тоже принадлежал Блиновым) здание флигеля отделялось воротами, ведущими в замкнутый двор, внутри которого стоял ещё один каменный флигель, примыкавший к лабазам. В 1855 году он был надстроен третьим этажом по проекту архитектора Н. И. Ужумедского-Грицевича. В 1898 году флигель на углу площади и улицы был перестроен и стал вплотную примыкать к соседним зданиям, включив в себя старые объёмы лабазов.
- № 37 — Дом Есыревых

В начале XIX века этот усадебный участок принадлежал нижегородскому мещанину Михаилу Семёновичу Ветошникову. На участке стоял каменный дом, обращённый фасадом на Рождественскую улицу. В сентябре 1802 года Ветошников продал усадьбу нижегородскому купцу Петру Тихоновичу Переплётчикову. 19 ноября 1807 года усадьба была продана нижегородскому купцу Михаилу Егоровичу Ясыреву (Есыреву). Он владел соседним участком, прилегавшим к правой границе купленного участка и таким образом расширил свою усадьбу. После смерти главы семейства усадьба перешла к его сыновьям — Степану и Петру. В 1832 году Степан Ясырев выстроил новый каменный дом под надзором архитектора А. Л. Леера. В конце 1830-х годов усадебная земля Петра Ясырева отошла под устройство Софроновской площади. Усадьба Степана Ясырева оказалась крайней и вышла на площадь кирпичной оградой с проездными воротами.
В начале 1850-х годах место на Нижнем базаре перешло к чебоксарским купцам (позднее — нижегородским купцам первой гильдии) братьям Фёдору и Аристарху Андреевичам Блиновым. На протяжении полувека усадьба и все прочие участки квартала между Софроновской площадью, улицей Рождественской, Нижневолжской набережной и переулком Рождественским (Городецким) принадлежали разным поколениям купеческой семьи Блиновых. В конце XIX века левое крыло дома было перестроено, но все основные элементы убранства фасадов сохранились.
- № 39 — Доходный дом Блиновых

Возведён в середине XIX века. Автор проекта не установлен.
- № 41 — Подворье монастыря Флорищева пустынь

По мнению историка Николая Филатова домовладение в первой половине XIX века принадлежало Михаилу Сергеевичу Климову. Волноотпущенный графа Александра Строганова Климов в конце XVIII века был управляющим соляных и железных караванов Строгановых. В 1800 году записался в купцы Нижнего Новгорода. В 1807—1812 году он вместе с отцом выполнял капитальный ремонт Рождественской церкви и выстроил напротив свой двухэтажный дом. На фиксационном плане Нижнего Новгорода 1848—1853 годов на участке были отмечены деревянные жилые постройки и службы.
Во второй половине XIX века усадебное место между Нижне-Волжской набережной и Рождественской улицей вдоль Рождественского (сегодня — Городецкого) переулка принадлежало Флорищевой Успенской общежительной мужской пустыни, располагавшейся в Гороховецком уезде Владимирской губернии. В 1858 монастырю был утверждён проект на постройку каменного двухэтажного флигеля и каменных одноэтажных служб во дворе. В данный период на участке всё ещё располагался деревянный дом на каменном полуэтаже. Проект был выполнен, но службы выстроили вдоль Рождественского переулка.
В 1861 году архитектор Иван Небольсин разработал проект нового двухэтажного каменного здания в стиле академической эклектики с относительно скромным декором в духе русского классицизма. Согласно оценочной ведомости 1874 года, домовладение тогда сдавалось в аренду нижегородскому купцу Василию Соболеву. В XX веке в здании расположились жилые квартиры, а позднее — торговые и офисные помещения.
- № 43 — Завод Добровых и Набгольца

Инженер-механик Сергей Добров и швейцарский поданный Богдан Набгольц в 1864 году учредили в Москве Торговый дом «Добров С. А. и Набгольц Б. И.». Компания управляла чугунолитейным и механическим заводом. В 1866 году венгерский инженер Иван Горват перебрался на постоянное место жительства в Нижний Новгород, где открыл мастерскую по производству мельничного оборудования. В 1868 году Добров и Набгольц приобрели долю в нижегородском предприятии Горвата. Позднее, в 1873 году, торговый дом полностью выкупил мастерскую, а также приобрёл в Нижнем Новгороде чугунолитейный завод Петра Кошелева на Лыковой дамбе, механическую фабрику англичанина Г. Гаррета на Рождественской улице и лесопилку в Канавине. В том же году мельничное производство, основанное Горватом, было переведено в механическую фабрику Гаррета.
В 1885 году фабрика сгорела. Владельцы заказали нижегородскому архитектору Николаю Григорьеву проект нового более просторного корпуса. Новое здание должно было выходить на улицу, в одну линию с усадьбами Строгановых и Голицыных, вследствие чего его фасаду был предан вид жилого протяжённого дома, что скрыло промышленный характер сооружения и сохранило исторический вид Рождественской улицы. Корпус был спроектирован в кирпичном стиле.
В конце XIX — начале XX века фабрика производила оборудование для мельниц, паровые котлы, цистерны, турбины, водопроводные трубы и чугунное литьё. На предприятии Доброва и Набгольца начинал свою деятельность механик-самоучка Василий Калашников. После 1917 года завод Доброва и Набгольца был национализирован. В здании до 1933 года располагались жилые квартиры, а с 1933 года — швейное предприятие «Восход». Сегодня строение занимают торговые и офисные помещения.
- № 45, 45б, 45в — Усадьба Строгановых

С конца XVII века Нижний Новгород стал для рода купцов Строгановых стратегической точкой, так как здесь располагались склады для добываемой в их вотчинах соли. В городе располагалась вотчинная контора. С деятельностью Строгановых была связана и постройка одного из значительных храмов России рубежа XVII—XVIII веков — Рождественской церкви, поблизости от которой находилось владение купцов. Согласно генеральному межеванию города от 1792 года, вблизи Рождественской церкви имелись три владения, два их которых не застроены. Усадьба выстроена в 1824—1829 годах. Автор проекта — бывший голицынский крепостной архитектор Пётр Садовников. Строгановская усадьба представляла собой необычный комплекс, предназначавшийся для размещения конторы Строгановых, возникшей в связи с их активной предпринимательской деятельностью на Нижегородской ярмарке.
В конце 1990-х годов главный дом усадьбы занимало государственное предприятие «Нижегородский Дом Строителя». В 2000 году под руководством возглавлявшего предприятие инженера Владимира Фролова была проведена научная реставрация здания, разработанная в ННГАСУ по планам XIX. На втором этаже бельэтажа были восстановлены парадные залы, арки, ниши, камин, винтовая деревянная лестница. После реставрации в особняке разместилась художественная галерея нижегородской организации Союза художников России.
К началу XXI века усадьба сохранила в основном свой изначальный классицистический вид и внутреннюю планировку основных зданий. Особенность композиции придают высокие каменные ограды с калитками и проездами, образующими сплошную стену. Кубический объём главного дома выступает композиционным ядром ансамбля. Протяжённые объёмы флигелей ограничивают пространство внутреннего двора. Подобное объёмно-пространственное построение было впервые применено в нижегородской архитектуре и повлияло в будущем на формирование подобных крупных городских усадеб, возведённых на Рождественской и Нижнеблаговещенской (сегодня Черниговской) улицах. Усадебные постройки — один из первых примеров высокого классицизма с безордерным построением фасадов в застройке городе.
4 ноября 2013 года на стене усадьбы был открыт барельеф с изображением матери хозяйки усадьбы — Натальи Петровны Голицыной, ставшей прообразом героини повести Александра Пушкина «Пиковая дама». Рядом расположен барельеф другого героя произведения — Германна, с пистолетом в руке и цитатой из произведения. Ниже помещена надпись: «2 сентября 1833 г. Нижний Новгород посетил А. С. Пушкин, на улице Рождественской он видел дом С. В. Строгановой, дочери княгини Голицыной, послужившей прообразом „Пиковой дамы“».
- № 47, 47б, 47в — Усадьба Голицыных

С XVIII века у князей Голицыных во владении находились соляные амбары в конце Рождественской улицы. В связи с переводом Макарьевской ярмарки в Нижний Новгород и коренным переустройством города в начале XIX века, амбары предписывалось разобрать, а на их месте разрешалось возводить только каменные здания с величественными фасадами. Проект нижегородской усадьбы князь Сергей Михайлович Голицын заказал работавшему в его подмосковном селе Кузьминки архитектору Д. И. Жилярди, однако проектирование затянулось, в связи с болезнью архитектора, а затем и его отъездом из России в 1832 году.
В марте 1837 года территория усадьбы была определена в границах, а нижегородскими архитекторами Г. И. Кизеветтером и А. Л. Леером на план нанесены спроектированные Жилярди строения. 1 апреля 1837 года в присутствии всех заинтересованных лиц об этом было заключено соглашение. 14 апреля 1837 года доработанный проект был высочайше одобрен и начались строительные работы. К 1839 году главный дом на сводчатых подвалах и два боковых флигеля были отделаны. Усадьба Голицыных — редкий для Нижнего Новгорода образец стиля русский ампир. В оформлении прослеживалась свойственная ампиру аскетичность декоративного убранства: основная тема — гладкая стена, завершает дом небольшой тянутый аттик, первые этажи рустованы.
- № 49 — Дом В. К. Мичурина

В 1848 году купец первой гильдии Василий Климентьевич Мичурин решил построить на Нижнем посаде сразу два каменных дома: один для семьи — у Красных казарм, второй — доходный — в конце Рождественской улицы. Доходы, полученные от сдачи доходного дома в наём, должны были поступать в распоряжение жены купца Авдотьи Васильевны. Проекты обоих зданий разработал архитектор Л. В. Фостиков. План-фасады доходного дома у Окского плашкоутного моста были одобрены Нижегородской строительной комиссией 26 февраля 1848 года и 26 марта того же года высочайше утверждены в Санкт-Петербурге.
В середине XIX века в здании размещалась гостиница Ильи Михайловича Бубнова. Здесь же располагалась контора транспортов и дилижансов Коровина. В советский период, после сноса соседнего здания гостиницы Ермолаева, глухой торец дома был украшен монументальным панно.

### По чётной стороне
- № 2 — Ночлежный дом Бугровых

Благотворительное учреждение основал мукомол и лесопромышленник Александр Петрович Бугров, 2 мая 1880 года выступив с речью в городской Думе, в которой заявил, что «будучи близко знаком с бытом чернорабочего люда», желает возвести за свой счёт ночлежный приют на 500 человек и отдать его в вечную собственность городу. 30 мая 1880 года Дума утвердила Устав Ночлежного дома. Для постройки здания Бугров приобрёл часть территории толкучего рынка и снёс на этом месте торговые лари. Проект постройки выполнил архитектор Ф. Н. Фалин и под его надзором 8 июня 1883 года состоялась закладка фундамента. Ночлежный дом был выстроен к 10 октября и сын уже покойного Бугрова, Николай, торжественно передал здание в собственность городу, приняв на себя обязательств по его содержанию. На доме была установлена мемориальная доска «Ночлежный приют А. П. Бугрова».
В советское время ночлежный дом был открыт, по крайней мере, до конца 1920-х годов. Позже в здании обустроили коммунальные квартиры и помещения под конторы. Около 1952—1953 годов сильный оползень засыпал здание до окон второго этажа. В 1970 году часть дома заняла Всероссийская школа повышения квалификации инженерно-технических работников и служащих систем «Сельхозтехника». С течением времени квартиры были расселены, и в 1973 году в помещениях разместился трест «Сельхозмонтаж». В начале XXI века дом занимали миграционная служба и Министерство культуры Нижегородской области.
- № 4 — Кафе (пивной бар) «Скоба»

Исстари на этом месте стоял Нижнепосадский торг. В конце XVIII века на его месте были возведены корпуса гостиного двора: два главных корпуса, москательный и холщовый ряды. В 1920-е годы, чтобы проложить трамвайные пути, два главных корпуса и москательный ряд были снесены. В холщовом ряду открыли Горьковскую табачную фабрику. В 1954 году из-за оползня табачную фабрику закрыли, а на всей территории бывшего гостиного двора был устроен сквер с фонтаном. В 1960-е годы у руководителей города и области возникло желание возвести на этом месте небоскрёб, по примеру столицы. В свою очередь, архитекторы, мечтавшие воссоздать здания гостиного двора, выстроили в предназначенном к ликвидации сквере пивной павильон. Сносить недавно возведённое здание не решились. В павильоне, открытом в 1968 году, разместилось кафе (пивной бар) «Скоба».
- № 6 — Доходный дом городского общества (дом Ф. П. Переплётчикова)

Ф. П. Переплётчиков, владевший канатными заводами, в 1816—1819 годах занимал должность городского головы. Главным его достижением стал перевод в Нижний Новгород Макарьевской ярмарки. В 1822 году для него по проекту И. Е. Ефимова был выстроен каменный дом с двумя флигелями рядом с гостиным двором. В 1841 году Переплётчиков завещал усадьбу городу, а доходы с неё указал направлять на благотворительность. Усадьба была приспособлена под постоялый двор, а первым арендатором стал купец И. В. Смирнов. В 1864 году в здании по инициативе Ф. А. Блинова открылся Городской общественный банк, где находился до 1870-х годов. В 1867 году на постоялом дворе Смирнова останавливался Льюис Кэролл, автор книг «Алиса в Стране чудес» и «Алиса в Зазеркалье».
В конце XIX века дом обветшал и городская Дума постановила провести капитальный ремонт. Работы проводились в 1894—1896 годах под руководством архитектора В. М. Лемке. В 1902 году по проекту архитектора А. И. Шмакова над домом был надстроен третий этаж, а флигели по Нагорному переулку объединены с главным корпусом. Фасад был решён в модном стиле модерн.
В советский период здание приспособили под коммунальное жильё и клуб водников. В 1929 году здесь разместился технический отдел Автостроя — первое структурное подразделение будущего Горьковского автозавода. Позже открылся кинотеатр им. Маяковского.
- № 8а, 8б, 8в, 10 — Здание соляной конторы

Нижний Новгород в XVII веке стал главным соляным складом страны, за городом закрепился статус крупнейшей перевалочной базы и поставщика соли, которую поставляли из Соли-Камской, Урала, Сибири, волжского Понизовья и Балахны. После указа Петра I о государственной монополии на продажу соли от 1705 года, Берг-коллегия учредила в Нижнем Новгороде свою главную контору. Отсюда подрядчики развозили соль по всем городам страны. На соляных подрядах в XVIII веке огромные состояния заработали Строгановы, а в XIX веке — Бугровы и Блиновы. Соляная контора размещалась в каменном здании, которое к 1740 годам обветшало. В 1745 году для осмотра постройки приехал зодчий В. С. Обухов. Строительство конторы началось в 1750 году под руководством архитектурии гезеля (закончившего обучение, но не получившего аттестата) московской архитектурной «команды» Д. В. Ухтомского — В. В. Исакова, который завершил строительство к 1753 году. Контора стала крупнейшим сооружением Нижнего Новгорода вплоть до перепланировки района торга на основе регулярного плана 1770 года и возведения торговых корпусов гостиного двора и Мучных рядов в 1780-е годы.
Архитектура здания менялась со временем, вследствие частых ремонтов и перестроек: в 1797 году архитектором И. И. Немейером, после пожара 1819 года И. Е. Ефимовым и в 1840-х годах. После того как торговля солью была передана в частные руки, здание конторы было продано купцам из Рыбинска Журавлёвым. Фасады конторы были кардинально перестроены в 1870 году архитектором Р. Я. Килевейном. Большую часть дома арендовал купец Ф. И. Обжорин, обустроивший в нём гостиницу и ресторан. В советский период ресторан Обжорина «Неаполь» был переименован в «Волгу». Гостиничные номера отдали под квартиры семьям офицеров и погибших фронтовиков.
- № 10А — Церковь Троицы Живоначальной на Нижнем Посаде

Раннее упоминание Троицкой церкви содержится в «Писцовой книге Нижнего Новгорода» Дмитрия Лодыгина 1620/21 годов, где она значилась среди приходских церквей, в границах Старого острога. О храме было сказано: «Церковь Святые и Живоначалные Троицы, на нижнем посаде, древяна клетцки, с трапезою. Да на колоколнице колокола. А церковь и всякое церковное строенье — мирьское ж». Краткое описание свидетельствовало, что ранний деревянный храм относился к наиболее распространённому типу церковной постройки второй половины XVI — первой половины XVII века — клетскому храму, имел отдельно стоящую небольшую колокольню и был выстроен на средства прихожан. Позже церковь упоминалась в «Приходной книге окладных сборов Нижегородской десятины» 1627/1628 года, а также в «Книге приходной окладных и неокладных доходов Патриаршего казенного приказа по Нижегородской десятине» 1650/1651 года.
В середине XVII века на Нижнем посаде были развёрнуты крупные работы по перестройке деревянных церквей и в 1663 году Троицкая церковь было отстроена в камне на средства нижегородского посадского Ивана Григорьевича Языкова. В большой пожар 1715 года храм сильно пострадал и лишился всей утвари, но затем был отремонтирован. В 1720-е годы причт церкви составляли священник Стефан Никифоров, дьякон Дмитрий Васильев, дьячёк Илья Стефанов и пономарский сын Стефан Фёдоров. После большого пожара приход составлял всего лишь 27 дворов.
К середине XIX века храм был включён в сплошную застройку Рождественской улицы и выходил на красную улицу Троицкого переулка (сегодня — переулок Вахитова). На фиксационном плане Нижнего Новгорода 1848—1853 года на земельном участке, помимо самой церкви, находились деревянный дом священника, хозяйственная постройка и небольшой сад. Интерьер храма описывал в середине века краевед Николай Храмцовский: в церкви было три престола; «своеобразный» «в новом вкусе» иконостас, покрытый тонкой резьбой; царские врата и двери украшали колонны с фантастическими капителями.
В 1858 году к храму была пристроена новая колокольня. В 1863 году основной объём церкви был обновлён на средства купца Василия Алексеевича Буянова, с расширением алтарной части до существовавшей с 1801 года с востока при храме каменной часовни. Через несколько лет на средства Буянова был выстроен дом причта. Кроме того, церкви принадлежали каменные службы с погребами и каменные лавки. Последние строительные работы проводились в 1901—1902 годах на средства Рукавишниковых, нижегородского купца Н. И. Гребенщикова и приходского старосты Г. Л. Готовкина.
В первые годы советской власти Троицкая церковь вошла в список памятников церковного зодчества, однако уже в декабре 1928 года здание обследовали, в результате чего было установлено прогрессирующее разрушение постройки. Комиссия постановила разобрать храм. Первоначально были уничтожены купола и все выступающие объёмные части. К 1948 году была разобрана колокольня. Основной объём был сломан в начале 1950-х годов. На образовавшемся участке был возведён торговый павильон, действовавший до начала 2000-х годов.
В сентябре 2021 года было начато воссоздание церкви. К 2023 году здание было отстроено вчерне.
- № 12 — Дом купцов Чурина и Зверева — доходный дом купца И. В. Гребенщикова (дом А. А. Паниной)

Дом был построен купцами Чуриным и Зверевым в конце XVIII века, в связи с новой планировкой и застройкой города по регулярному плану 1780-х годов. Двухэтажный каменный дом фиксировал угол Рождественской улицы и Троицкого переулка. Главный фасад выходил на Рождественскую улицу, а боковой — на Троицкую церковь (не сохранилась). Здание было возведено по типовому образцовому проекту. В 1885 году дом перешёл во владение нижегородскому купцу Ивану Васильевичу Гребенщикову, известному бакалейщику, который в 1880-е годы вёл активное строительство дворовых построек на участке. К этому же времени, скорее всего, относится и переделка декора фасада дома в стиле эклектики. Гребенщиковы имели в первом этаже собственный бакалейный магазин, здесь же находился магазин Г. И. Хромушенкова по продаже мебели и зеркал. В советский период дом сохранил функциональное значение. В первом этаже располагались магазины, во втором — коммунальные квартиры.
- № 14, 14а, 16 — Усадьба Максимовых

В начале XIX века по линии Троицкой церкви крупный участок земли с выстроенным на нём двухэтажным домом и лавкой принадлежал купцу Савелию Максимову. 11 мая 1839 года вдова Максимова — Матрёна, представила Нижегородскому строительному комитету проект надстройки кирпичной лавки вторым этажом, выполненный Г. И. Кизеветтером. Фасад в три окна в первом этаже получил три арочных входа и угловой руст, второй этаж — хорошо прорисованные наличники окон. После перестройки лавки Максимова решила выстроить доходный дом в 11 окон. Уже в 1847 году сын Максимовых, Семён Савельевич, решил надстроить каменный родовой дом третьим этажом. Проект перестройки разработал городской архитектор Л. В. Фостиков.
- № 18 — Дом М. А. Дегтярёва

В начале XVII века на этом месте располагался двор протопопа Спасо-Преображенского собора Саввы Ефимьева. Существующий сегодня дом построен в первой половине XIX века архитектором Иваном Ефимовым. Во второй половине столетия здание принадлежало купцу А. Ф. Дегтярёву, при котором в 1876 году была проведена небольшая перепланировка здания — один из оконных проёмов был переделан в дверь. Предполагается, что во второй половине века здание было также надстроено вторым этажом. В данный период в доме располагались торговые лавки в первом этаже, а во втором — жилые квартиры, сдававшиеся в наём. 
В начале XX века здание перешло во владение промышленника М. А. Дегтярёва. Первоначально в здании располагался часовой магазин Д. И. Домбек, а в 1914 году открылся книжный магазин В. И. Бреева. В 1918—1919 годах здесь проживал большевик, участник февральской и октябрьской революций в Нижнем Новгороде Евлампий Дунаев. В 1978 году на доме была установлена мемориальная доска в память о Дунаеве.
В 1990-х годах в первом этаже дома размещалась пельменная «Былина». В данный период нижегородские художники Союза художников РСФСР Г. И. Курицын, А. П. Фуфыгин, А. Е. Лисин, И. С. Краснова, В. С. Басов и И. В. Алёшин создали интерьер пельменной с применением декоративного керамического профиля, элементов ковки и литья. В настоящее время от интерьера сохранилось только зеркало с рамой из изразцов с барельефами.
- № 20 — Усадьба Зайцевых

Точная атрибуция времени и автора проекта здания неизвестна. Современный дом был отмечен на генеральном плане Нижнего Новгорода 1852—1853 годов, как каменный дом со сложившейся усадебной территорией, которая практически в том же виде, в каком указана на плане, дошла до наших дней. Фасад дома на тот период известен по снятому с натуры рисунку Д. Быстрицкого литографии «Церковь Козьмы и Дамиана на Софроновской площади», опубликованной в книге краеведа Н. И. Храмцовского. В конце 1860-х годов владельцем усадьбы стал бывший городской голова уездного города Горбатова купец первой гильдии старообрядец Андрей Евлампиевич Зайцев. В 1871 году новый владелец осуществил к надворным флигелям каменную пристройку, а также возвёл каменные холодные службы.
После смерти А. Е. Зайцева в 1889 году усадьба перешла по наследству его сыновьям Михаилу и Александру. В основном здании усадьбы размещалась контора торгового дома «Андрея Зайцева сыновья», которую учредили братья после смерти отца. Контора, уставной капитал которой составлял 120 тыс. рублей, вела торговлю пряжей, льняными и пеньковыми нитками, пеньковым шпагатом. Также в доме располагалась контора «Товарищества В. И. Рогозин и К°» по производству минеральных масел, акционерами которого были Зайцевы. До открытия Нижегородской биржи в 1881 году, в главном доме усадьбы ежедневно совершались сделки нижегородскими и иногородними купцами.
В 1907 году контора торгового дома Зайцевых была закрыта и 8 января 1908 года М. А. Зайцев продал усадьбу купцу М. Е. Карпову за 110 тыс. рублей. Михаил Емельянович Карпов провёл дорогостоящий ремонт (частично реконструировал здание по проекту техника-архитектора Петра Петровича Розанова) и в октябре 1908 года перевёл в здание свой магазин обуви, а в январе 1909 года — галантерейную лавку. В конце 1920-х годов в главном доме располагались конторы Нижмельтреста, Нижвалтреста, Поволжская областная контора акционерного общества «Металл склад» и касса билетов Нижегородской объединённой городской станции Московско-Курской, Московско-Казанской и Нижегородского-Котельнической железных дорог по продаже билетов. В 1939 году в нём располагалось управление треста швейной промышленности «Швейпром», а после войны — швейная фабрика.
№ 22 — Дом Обрядчиковых
В начале 1830-х годов купец третьей гильдии, торговец железом и москательным товаром Алексей Михайлович Обрядчиков купил у дворянина В. А. Всеволодского на Рождественской улице каменный с флигелем дом, после чего предложил архитектору И. Е. Ефимову разработать проект нового протяжённого корпуса на месте старого дома. В 1835 году были созданы планы-фасады здания в 17 окон с двумя воротами-въездами во двор по сторонам. Сын владельца, Дмитрий Алексеевич, в 1864 году решил пробить в первом этаже широкие входы в торговые лавки. Проект был утверждён Строительным отделением городской управы 21 сентября 1865 года и выполнен под надзором городского архитектора Н. И. Ужумедского-Грицевича.
- 24 — Блиновский пассаж

В 1618 году на участке была построена проездная башня Нового острога. К середине XIX века данное место по южной стороне Софроновской площади принадлежало купцам Блиновым. В 1870-е годы Блиновы решили выстроить на месте старых зданий новый доходный дом с пассажем. Проект выполнил петербургский академик архитектуры Александр Бруни, а надзор за строительством осуществлял нижегородский архитектор и инженер Роберт Килевейн. Строительные работы велись с 1876 по 1878 год и после окончания работ, весь комплекс доходного дома, который стал новой архитектурной доминантой старинного района Нижнего Базара, прозвали Блиновским пассажем, из-за расположения в нём первой в городе торговой галереи. Здание было выстроено в «почвенническом» направлении русского стиля.
Вскоре, по инициативе Фёдора Блинова, в пассаже начала свою деятельность Нижегородская биржа, через некоторое время получившая официальный статус. Деятельность биржи постепенно расширялась и отведённых ей помещений становилось недостаточно, к тому же в пассаже регулярно случались пожары, вскрывшие «множество самых вопиющих недостатков» в планировке здания. В 1896 году биржа переехала в собственное здание. В связи с этим на верхних этажах размещалась гостиница «Биржевые номера», где жил художник Константин Маковский во время работы над картиной «Воззвание Минина к нижегородцам». В 1894 году в пассаж товариществом «Электрон» было проведено автономное электрическое освещение. 6 ноября 1901 года отсюда провожали в ссылку Максима Горького, прочитавшего при этом свой сатирический памфлет «О писателе, который зазнался».
Позже в здании располагалась контора нефтепромышленников братьев Нобель. В 1919 году — управление почтово-телеграфной конторы № 2. В 1928-м — почтово-телеграфная окружная контора и телеграф. В послевоенный период — почта, междугородный пункт телефонной связи, сберкасса, адресное бюро, ювелирный и винный магазины.
- № 26 — Дом И. Шувалова — А. К. Гейнце

В 1832 году с левой стороны Успенского проулка купец А. Я. Курочкин выстроил каменный двухэтажный дом (впоследствии на его месте купцы Блиновы возведут пассаж). Справа дом выстроил купец И. Шувалов. Проект здания в 1836 году разработал архитектор И. Е. Ефимов. В середине 1890-х годов в доме размещалась гостиница, подвал использовался под склад «Санкт-Петербургского Калашниковского пивоваренного завода Б. А. Крон и Ко». В декабре 1895 года домовладение перешло в собственность семейства М. А. Гейнце — вдовы коллежского советника. Тогда здание было надстроено третьим этажом. На крыше установлена кубоватая башенка со шпилем, акцентирующая угол съезда и улицы. В здании разместилась аптека Гейнце.
Семья немцев-лютеран Гейнце поселилась в городе не позже 1881 года. Глава семейства — К. Д. Гейнце, заручившись поддержкой губернатора Н. М. Баранова и представителей местного купечества, в 1885 году создал в Нижнем Новгороде первую телефонную сеть. Сын Гейнце Александр был аптекарем, входил в окружение писателя Максима Горького. Горький стал приёмным отцом его дочери Марии. В 1918 году здание было экспроприировано советской властью. Аптека переведена в ведение Нижгубздравотдела.
- № 28 — Дом А. Б. Смирнова

Для Нижнего Новгорода в начале 1820-х годов архитектор Иван Ефимов разработал несколько типов жилых строений, в том числе двухэтажный с мезонинами и арочными проездами по центру в служебные дворы для застройки единым фасадом целых улиц. При этом второй этаж с мезонином охватывали ионические пилястры. По такому проекту был выстроен дом купца Алексея Борисовича Смирнова. Проект Ефимова утвердили 2 февраля 1823 года. Смирновы использовали здание как гостиницу. С 1880-х годов дом принадлежал семье Косаревых.
- № 30, 32 — Усадьба А. И. Костромина — А. Шушляева

В 1824 году был утверждён генеральный план Нижнего Новгорода. В этот период Купец Александр Иванович Костромин обратился к архитектору Ивану Ефимову с просьбой о перестройке на Рождественской улице древних палат. Новые план-фасады здания были утверждены 23 сентября 1825 года, спустя год у алтаря Рождественской церкви был выстроен трёхэтажный каменный дом, украшенный чугунным балконом художественного литья с фигурными консолями, решётками ограждения с жуками, и тумбами, выполненный на Выксунских заводах. Художественное оформление главного здания усадьбы было выполнено в несколько эклектичном стиле с преобладанием типологических черт русского ампира первой трети XIX века.
Позже неоднократно менялись владельцы усадьбы. В 1829 году домовладение перешло к балахнинской купчихе Александре Ивановне Галкиной. В этот период комфортабельный дом иногда использовался под размещение высокопоставленных гостей, прибывавших в Нижний Новгород. Известно, что с 11 по 14 июня 1847 года в нём останавливался граф Пётр Клейнмихель, один из приближённых императора Николая I.
В начале 1850-х годов усадьбу выкупил купец Александр Семёнович Калинин-Шушляев, выходец из крепостных крестьян Макарьевского уезда. Основная деятельность Калинина-Шушляева была сосредоточена в Сибири, но его торговые интересы также распространялись и на Нижегородскую ярмарку, где он владел несколькими лавками. В середине XIX века купец решил выстроить вместо обветшалого флигеля новый двухэтажный с мезонином, и в формах готики — службы во дворе (утрачены). Проект, утверждённый 25 мая 1856 года, выполнил архитектор Николай Ужумедский-Грицевич. К этому же периоду относится возведение чугунной ограды и двустворчатых ворот с калитками.
В 1875 году усадьба перешла от сына Калинина-Шушляева, почётного потомственного гражданина Степана Александровича, во владение нижегородских купцов Фёдора и Николая Блиновых. Младший из братьев Блиновых, Николай, породнился с купцами Бугровыми, женившись в конце 1850-х годов на Еннафе Бугровой, дочери Александра Петровича Бугрова. В 1888—1891 годах усадьба принадлежала Аристарху и Николаю Блиновым. В 1894 году домовладение перешло в собственность Асафа и Еннафы Блиновых. В это время на усадебном месте значились каменный трёхэтажный дом, каменный двухэтажный флигель с торговым помещением и каменные службы: конюшня, каретник и погреба.
В начале XX века домовладение принадлежало Макарию и Еннафе Блиновым, а позже было продано купцу, директору-распорядителю нефтепромышленного и торгового общества «Мазут» Михаилу Поляку. В 1913 году он сдал часть помещений в аренду под размещение нижегородского отделения Азовско-Донского коммерческого банка, членом совета которого состоял. В этот период во втором этаже размещалась квартира управляющего, а само здание было телефонизировано.
В первые годы советской власти в главном доме усадьбы открылся клуб водников с чайной-читальней, позже в здании разместились детские учреждения, а ещё позднее жилые квартиры. Сегодня в доме располагаются ресторанные помещения. В 2021 году в ходе ремонта в интерьерах главного дома обнаружили историческую роспись и лепнину, спрятанную за фанерными листами и штукатуркой в советское время.
- № 34а — Рождественская церковь

Рядом с современным храмом, немного южнее, стояла древняя церковь Рождества Богородицы, известная с XV века. В 1653 году её отстроил в камне богатый строительный подрядчик Семён Задорин. В конце XVII века Григорий Дмитриевич Строганов, представитель богатейшего семейства предпринимателей Строгановых, занимавшихся торговлей солью, стал первым представителем рода, прочно обосновавшимся в Нижнем Новгороде, где ему принадлежали село Гордеевка и несколько домов на Нижнем посаде. Два из них располагались у старой Рождественской церкви. Рядом Г. Д. Строганов решил выстроить новую церковь. Точное время начала и завершения строительных работ и авторство проекта не установлены, но последние научные изыскания свидетельствую, что здание храма было в той или иной степени отстроено к маю 1703 года. Также были установлены имена четырёх строителей—каменщиков: С. С. Мурзина, А. Иванова, С. и П. Фёдоровых. Полностью строительные работы завершились к 1715 году, когда произошёл очередной крупный пожар. Первое упоминание о ней содержится в «Новом Нижегородском летописце»: перечисляя пострадавшие здания, летописец упоминал старую церковь Рождества Богородицы и рядом с ней новую, ещё не освящённую.
Через четыре месяца умер Григорий Строганов. В память о муже церковь восстановила его вдова — Мария Яковлевна Строганова. 21 июня 1719 года архиепископ Питирим освятил храм в честь Собора Пресвятой Богородицы. В 1727 году Алексей Григорьевич Строганов проездом в Пермь должен был остановиться в Нижнем Новгороде и, предположительно, в это время Строгановская церковь была вновь освящена и получила свой причт, заменив, в качестве приходской, старую Рождественскую церковь, откуда в новый храм была перенесена икона Рождества Пресвятой Богородицы, написанная в XVI веке. Вскоре прихожане и на саму Строгановскую церковь перенесли название Рождественской. После постройки тёплого храма в церкви, были упразднены: зимний Богословский храм (здание старой Рождественской церкви) в 1784 году; церковь Всемилостивого Спаса на Гремячем ручье в 1788 году; и церковь Рождества Христова, сгоревшая в 1715 году. Приходы двух последних отошли к Строгановской церкви.
В 1819 году церковь серьёзно пострадала от большого пожара. Все расходы на восстановление храма взял на себя князь Сергей Михайлович Голицын. Благодаря его пожертвованию в 1834—1836 годах был проведён ремонт церкви и восстановлена белокаменная резьба. Внутреннее убранство было восстановлено в 1847—1848 годах на средства купца Алексея Обрядчикова, ставшего старостой храма. В 1887—1896 годах на средства графа Сергея Александровича Строганова была спасена колокольня церкви, начавшая наклоняться. Перестройку колокольни провёл архитектор Роберт Килевейн.
В 1934 году горсовет предложил снести церковь. Храм отстояли директор краевого музея С. Ситников и настоятель, протоиерей С. Вейсов. В итоге, храм закрыли, а помещения приспособили под музей истории религии и атеизма. Во время Великой Отечественной войны в здании разместили склад лекарств. В 1950-е годы оно отошло в ведение Горьковского историко-архитектурного музея-заповедника. В 1960 году было поставлено на охрану как памятник архитектуры государственного значения и отреставрировано под руководством С. Л. Агафонова и В. Я. Чащина. В 1992 году возвращено Русской православной церкви. Сегодня церковь считается одним из шедевров Строгановской архитектурной школы, одной из центральных архитектурных доминант старинного Нижнего посада и Рождественской улицы.
- № 34 — Дом причта Рождественской церкви

Причт Рождественской церкви в 1820-е годы выкупил участок земли рядом с храмом и обратился к архитектору Ивану Ефимову с предложением разработать проект дома для церковных служителей. Проект был разработан в 1823 году и к 1825 году здание, примыкавшее к лестнице-всходу в церковь, было выстроено. Дом причта получил скромное архитектурное убранство: рустовку первого этажа и угловых частей, классицистические по формам наличники окон второго этажа и полуциркулярное слуховое окно во фронтоне кровли. В 1840 году причт решил надстроить здание, было разработано два проекта — архитекторов Георга Кизеветтера и Льва Фостикова, однако они так и не были реализованы.
Во второй половине XX века помещения дома были переоборудованы под торговые. В настоящее время здание возвращено церкви и в нём располагается церковная лавка.
Дом представляет собой образец городской застройки периода позднего русского классицизма и выполняет функцию рядовой застройки улицы. Прямоугольное в плане, здание имеет симметричный фасад в пять осей света, по горизонтали расчлённый двумя междуэтажными профилированными узкими поясами. Во втором этаже главный фасад по углам дополнен рустом. Оконные проёмы прямоугольные, во втором этаже увенчаны профилированными сандриками. Из первоначалного архитектурного оформления утрачены: руст первого этажа, наличники окон второго этажа, треугольный фронтон кровли с полуциркулярным слуховым окном.
- № 36 — Дом Д. И. Климова

По утверждённому 17 июня 1822 года проекту архитектора И. Е. Ефимова рядом с Рождественской церковью справа по улице был построен каменный двухэтажный дом с колоннадой по центру, принадлежавший купцу Василию Харчеву. В начале 1840 года он перешёл в собственность купца первой гильдии Дмитрия Климова. 16 июня того же года Д. И. Климов обратился в Нижегородский Строительный комитет с просьбой о перестройке дома. Проект перестройки разработал архитектор Г. И. Кизеветтер.
- № 38 — Дом городского головы В. А. Соболева

Василий Алексеевич Соболев — выдающийся деятель нижегородского городского самоуправления, сделавший капитал на торговле вином. Был трижды избран городским головой Нижнего Новгорода (с 1880 по 1890 год). Выстроил на Рождественской улице протяжённый доходный дом. После революции в здании открылось начальное училище имени Ушинского. В 1918 году преобразовано в 32-ю школу, через пять лет в 15-ю школу им. Никитина, через два года — школу-семилетку Управления водных путей Волжского бассейна. Во времена раздельного обучения — женская семилетняя школа № 35.
- № 40 — Дом И. Н. Соболева

Личность владельца здания долгое время была загадкой для нижегородских краеведов. В ходе последующих изысканий выяснилось, что И. Н. Соболев был советником коммерции, потомственным почётным гражданином Казани, купцом первой гильдии. До 1859 года жил в Санкт-Петербурге, где владел Талевскими банями. В 1860 году И. Н. Соболев представил в Нижегородскую Строительную комиссию созданный архитектором Н. И. Ужумедским-Грицевичем проект трёхэтажного на подвалах огромного дома, который предполагалось выстроить на углу Рождественской улицы и только прокладываемого Сергиевского съезда.
Планы-фасады были утверждены 20 июня 1860 года, но с условием, что здание будет покрыто железной кровлей и одна из лестниц, на случай пожара, будет каменной. Архитектурно-художественное решение фасада отражало функциональное предназначение здания: первый этаж, предполагавшийся под торговые лавки, устраивался с широкой аркадой входов, для ресторана отводился второй этаж с высокими потолками, третий — под гостиничные номера. В боковых корпусах располагались склады, службы, комнаты для прислуги и знаменитые Соболевские бани.
- № 42 — Дом И. Е. Вялова

После утверждения в 1839 году нового генерального плана развития Нижнего Новгорода и окончательного определения красных линий Рождественской улицы крупный участок усадебной земли приобрёл купец Иван Егорович Вялов. В 1837 году в качестве депутата от купечества он был послан военным губернатором Михаилом Петровичем Бутурлиным в Костромскую губернию для найма поставщиков извести в Нижний Новгород, но отказался ехать. Поведение И. Е. Вялова было расценено как непростительная дерзость, из-за которой он должен быть отдан под суд. Против купца начались гонения. Тогда же Бутурлин начал необоснованные судебные разбирательства в отношении архитектора А. Л. Леера. По всей видимости, из-за необоснованного преследования военным губернатором, Вялов и Леер сблизились.
В 1840 году А. Л. Леер спроектировал для И. Е. Вялова каменный трёхэтажный дом. Здание стало одним из последних крупных жилых строений города эпохи уходящего классицизма, с архитектурно-художественным решением, основанным на ордерном построении фасада. В 1884 году здание выкупил купец А. М. Губин, несколько раз избиравшийся на должность городского головы.
- № 44 — Усадьба Зуровых

Дом также принадлежал А. М. Губину. После того как городской голова был обвинён в растрате, ему пришлось для её покрытия распродать несколько своих домов в городе. Данное домовладение выкупили торговцы железом Зуровы.
- № 46 — Доходный дом Абамелек-Лазаревых

Знаменитый армянский род Лазаревых при императрице Екатерине II получил дворянский титул. Диплом об этом, выданный 3 октября 1776 года хранится в Центральном архиве Нижегородской области. Придворный ювелир Иван Лазарев вкладывал деньги в покупку недвижимости. После переноса в Нижний Новгород Макарьевской ярмарки, Лазаревы сразу обратили внимание на город, так как были её постоянными участниками. Вследствие, у них возникла необходимость иметь здесь собственный дом. В 1844—1845 годах архитектор А. Е. Турмышев построил для сына Екима Лазарева — Христофора дом на Рождественской улице, рядом с плашкоутным мостом. В здании останавливались приказчики семейства, находилась контора по продаже железа.
Позже дом перешёл к дочери Х. Лазарева, Елизавете. Незадолго до этого, она вышла замуж за своего двоюродного брата, князя Семёна Давыдовича Абамелека. Абамелеки — древний армянский род, получивший княжеский титул от царя Грузии Ираклия II. Необходимость в браке возникла из-за того, что в 1850 году скончался юный Иван Христофорович Лазарев и не осталось мужчин, которые могли унаследовать фамилию. В 1871 году умерли Х. Е. и Л. Е. Лазаревы и мужская линия пресеклась. Тогда фамилия перешла к С. Д. Абамелеку. 16 января 1873 года вышло мнение Государственного совета, утверждённое императором Александром II, по которому Семёну Давыдовичу было разрешено именоваться Абамелек-Лазоревым, однако собственность Лазаревых перешла к его жене.
Фамилию и богатство унаследовал Семён Семёнович Абамелек-Лазарев, женившийся на Марии Павловне Демидовой, княжне Сан-Донато, совладелице уральского имения Демидовых. Супруги были одним из богатейших семейств России, владели несколькими домами в Санкт-Петербурге, домом в Москве и виллой «Вилла Абамелек» в центре Рима, рядом с Ватиканом, богатой коллекцией картин, фарфора, оружия и монет. После революции 1917 года коллекция, вместе с фамильными сокровищами Лазаревых, была перевезена на хранение в Нижний Новгород. В декабре 1918 года их обнаружили нижегородские чекисты. В одной из комнат доходного дома Абамелек-Лазаревых был обнаружен тайный ход в скрытое помещение, где были спрятаны фамильные сокровища. Губернская ЧК передала их в городской Художественный и исторический музей.
В XX веке первый этаж дома был засыпан землёй при строительстве Канавинского моста. Здание из трёхэтажного стало двухэтажным.

### Утраченные храмы
На Рождественской улице к 1917 году находилось шесть церквей. В 1920—1930-е годы четыре из них были снесены. В XVIII веке на Рождественской улице было зафиксировано больше храмов, например, утраченные: Борисоглебская церковь (находилась на месте дома № 6) и старая Рождественская церковь (1653).
- Николаевская Нижнепосадская церковь

Николаевская церковь на Нижнем посаде находилась на торговой площади, в конце Зеленского съезда на пересечении с Рождественской улицей. Церковь Николы на Бечеве, построенная в 1371 году князем Дмитрием Константиновичем, стала первым приходским каменным храмом города. Фундамент алтаря, покоившийся на огромных булыжниках, был обнаружен в 1967 году. 17 мая 1520 года церковь сгорела, но позже отстроена деревянной. В 1656 году Никольская церковь была перестроена в камне: зодчий и строительный подрядчик Семён Задорин, а также дьяк Климент Патокин подняли её на высокий кирпичный подиум. В 1701 и 1715 годах храм сильно пострадал от пожаров и в 1850 году здание стали ремонтировать, но в ходе работ обрушился купол. После очередного пожара 1858 года квартал, где располагалась церковь, решили полностью перестроить и на её месте в 1861—1863 годах поставили часовню. Проект выполнил архитектор Николай Ужумедский-Грицевич. В 1870 году часовня снова стала приходской церковью. Её заново освятили 23 октября 1894 года. Простояло здание до 1929 года, когда управляющий стройконторы Нижгубсовнархоза попросил разобрать здание, чтобы использовать кирпич для строительства Дома Советов в Кремле.
- Церкви Козьмы и Дамиана (старая и новая)

Старая церковь Козьмы и Дамиана построена в конце XV века. В XVII веке на месте деревянного здания было построено новое каменное. Церковь стала одной из самых значительных в застройке Нижнего Новгорода и позже по её имени была названа средневековая Козьмодемьянская улица — главная улица Нижнего посада. Ко времени Всероссийской художественной и промышленной выставки 1896 года церковь была разобрана, сохранены только колокольня и трапезная. В трапезной была устроена библиотека-читальня епархиального ведомства.
24 августа 1872 года при епископе Филарете (Малышевском) рядом было заложено новое пятиглавое здание церкви в «археологическом» «русском» стиле, освящённое при епископе Владимире (Петрове) 26 августа 1890 года. Проект церкви разрабатывал знаменитый реставратор и архитектор Л. В. Даль. Строилась на средства прихожанина Д. М. Обрядчикова. Другой именитый прихожанин, купец А. И. Зайцев, пожертвовал средства на дорогой резной иконостас, с иконами академического письма. Вместо часовни, существовавшей при старой церкви, была построена новая, в которой располагался чудотворный образ Спаса Нерукотворного, перенесённый из сгоревшей в 1715 году церкви Спаса Всемилостивого.
В 1924 году имущество церкви изъял Нижгубмузей. Сведений о закрытии храма не обнаружено, но известно, что в 1928 году она уже была недействующей. Здание церкви предполагалось переоборудовать под кинозал, а остальные постройки сдавались под склады Отделу книжной торговли. В ночь с 11 на 12 июля 1928 года здание Козьмодамианской церкви было взорвано. Позже на её месте было построено административное здание Горэнерго.

## Транспорт
Рождественская улица связана с возникновением в Нижнем Новгороде электрического общественного транспорта. До 1890-х годов основную роль в городе играл транспорт на конной тяге, но решать транспортную проблему с помощью извозчиков становилось всё сложнее; городу был необходим недорогой массовый транспорт. Появление последнего связано с подготовкой к проведению Всероссийской промышленно-художественной выставки 1896 года. 16 мая 1895 года городская управа заключила контракт с Товариществом «Р. К. фон-Гартман и К°» на устройство концессионного трамвайного предприятия. Согласно договору, Рафаил фон-Гартман проложил две отдельные одноколейные линии с разъездами: нижняя проходила по Рождественской улице от Софроновской площади до Ивановской башни. Уже после выставки в 1896 году была проложена дорога от Софроновской площади до Похвалинского элеватора. Упомянутый элеватор, соединивший нижнюю Благовещенскую площадь и Похвалинскую улицу у сада Смирнова, также взялось построить Товарищество Гартмана; второй, Кремлёвский, элеватор был построен около церкви Иоанна Предтечи и поднимался к площади перед зданием военного манежа в кремле. Построенные линии электрического трамвая стали первыми на территории современной России.
Открытие движения по линии трамвая, сразу получившего большую популярность у горожан, состоялось в мае — июне 1896 года. В газете «Нижегородский листок» по этому случаю сообщалось:
Сегодня, 28 мая, последует открытие движения электрической железной дороги г-на фон-Гартмана, проложенной по Большой и Малой Покровкам, а также по фуникулёрной (подъёмной) линии под кремлёвской стеной, в означенной линии движения будут работать 8 вагонов — электродвигателей <…> В прошлое воскресенье, когда выставку посетило около 10.000 человек, по электрической железной дороге «Сименс и Гальске» было провезено 9,5 тысяч человек. В вагонах была невозможная давка. Места брались прямо с бою. В то время как вагон уходил, около разъездов всегда оставалась густая толпа не попавших в вагон.«Нижегородский листок»
В 1897 году концессия по устройству и содержанию электрических дорог перешла к акционерному обществу «Русское общество электрических железных дорог и электрического освещения» (оно же выкупило линию фирмы «Сименс и Гальске», проложенную по территории ярмарки). Так как колея системы «Сименс и Гальске» была шире городской, проходящей по Рождественской улице, для беспересадочного движения в 1900 году были проведены работы по расширению колеи. В 1924 году Рождественско-Канавинская линия была соединена с нагорной линией новой двухпутной веткой, проложенной по Зеленскому съезду и Лыковой дамбе. К 1960-м годам по линии Рождественской улицы проходил один из центральных маршрутов города — № 1.
В 2010-е годы, в ходе ремонта Канавинского моста, ветка трамвая, связывавшая Нагорную часть города с Ярмаркой и Московским вокзалом, была разобрана. Линия по Рождественской улице стала обрываться у Благовещенской площади, вследствие на ней оставили один путь, по которому вагоны могли ездить попеременно в разных направлениях. Движение по линии улицы, на маршруте № 11 «Чёрный пруд — Благовещенская площадь», резко сократилось. В 2019 году движение по маршруту закрыли в связи с нерентабельностью.

## Историко-культурное значение
Историческое и культурное значение Рождественской улицы связано с высокой степенью сохранности и целостности восприятия исторической планировочной структуры и историко-градостроительной среды района Нижнего посада. В первую очередь, район является ценным в связи с давностью его освоения — в XIII—XIV веках. Территория Рождественской улицы слабо исследована археологами, но немногочисленные проведённые здесь раскопки зафиксировали материалы XIII—XVII веков. Важной для археологии особенностью района является фиксация «мокрого» слоя (из-за высокого расположения грунтовых вод), обладающего высокой консервирующей способностью, сходной с почвами Великого Новгорода.
Во-вторых, улица Рождественская представляет собой целостный градостроительный комплекс, с полностью сохранившейся планировкой, сложившейся в 1-й четверти XIX века, и исторической застройкой, практически полностью сохранившейся в том виде, в котором она существовала на период конца XIX — начала XX века. На самой улице и в прилегающих кварталах на 2014 год насчитывалось 66 объектов культурного наследия федерального и регионального значения. Большинство остальных зданий являются ценными объектами историко-культурной среды или обладают признаками памятников архитектуры. В связи с этим, улицу иногда называют неофициальным музеем под открытым небом.
В-третьих, градостроительный комплекс Рождественской улицы отражает несколько этапов развития нижегородской (и в целом русской) архитектуры. Особое место в истории русской средневековой архитектуры конца XVII — начала XVIII века занимает Рождественская (Строгановская) церковь — яркий пример так называемого строгановского стиля. Наиболее яркими образцами русского классицизма выступают усадьбы Строгановых и Голицыных. Большинство же зданий на улице выстроены в различных направлениях эклектики: русском, академическом и кирпичном. Имеются здания в стилях модерн и ретроспективизм. В связи с этим, застройка улицы представляет большую научную и научно-познавательную ценность.
В-четвёртых, улица имеет высокую публичную и общественную значимость. Общественная значимость обусловлена связью территории Нижнего посада с событиями смуты и нижегородским ополчением 1612 года. Публичный интерес связан как с восприятием Рождественской улицы, как сохранившегося образа «Нижегородского Сити» рубежа XIX—XX веков, напоминающего о благосостоянии нижегородского торгово-купеческого сословия, так и с наличием на ней памятников архитектуры и истории. Здания улицы неизменно привлекают публичный интерес и являются популярными туристическими объектами. Согласно социологическим данным, 76 % нижегородцев считают Рождественскую улицу значимым для города историческим местом; максимальное число (91 %) относят Рождественскую церковь к важным и ценным городским храмам; 23 % считают Блиновский пассаж важным и ценным общественным зданием; 39 % относят завод Добровых и Набгольц к важным сооружениям промышленной архитектуры.